# Likszany
Likszany [likˈʂanɨ] (tiếng Đức Lixainen) là một khu định cư ở khu hành chính của Gmina Zalewo, thuộc hạt Iława, Warmian-Masurian Voivodeship, ở miền bắc Ba Lan. Nó nằm khoảng 8 kilômét (5 mi) phía tây nam Zalewo, 21 km (13 mi) phía bắc Iława và 63 km (39 mi) về phía tây của thủ đô khu vực Olsztyn.